# Trophée Semana del Sol-Ciudad de Marbella
Le Trophée Semana del Sol-Ciudad de Marbella est une compétition de football qui se déroule à Marbella, dans le Estadio Municipal de Utrera Molina organisé par le Atlético Marbella de 1962 à 1997.

## Palmarès
Trophée Semana del Sol
- 1962 : inconnu
- 1963 :  Atlético Marbella
- 1964 :  Atlético Ceuta
- 1965 : inconnu
- 1966 : inconnu
- 1967 :  Grenade CF
- 1968 :  Atlético Marbella
- 1969 :  Atlético Marbella
- 1970 : inconnu
- 1971 :  Xerez CD
- 1972 : inconnu
- 1973 : inconnu
- 1974 :  Atlético Marbella
- 1975 :  Málaga CF
- 1976 :  Grenade CF
- 1977 :  AS.FAR
- 1978 :  Málaga CF

Trophée Ciudad de Marbella
- 1980 :  FC Séville
- 1981 :  FC Séville
- 1982 :  Málaga CF
- 1983 :  Málaga CF
- 1984 :  CF Belenenses
- 1985 :  CA Peñarol
- 1986 :  Real Betis Balompié
- 1987 :  Atlético Marbella
- 1988 :  Málaga CF
- 1989 :  Rayo Vallecano
- 1990 : inconnu
- 1991 :  Málaga CF
- 1992 :  Atlético Marbella

Antena 3 Marbella
- 1993 :  FC Barcelone
- 1994 :  Atlético de Madrid
- 1995 :  Atlético de Madrid
- 1996 : inconnu
- 1997 :  Atlético de Madrid

Trophée Casino Marbella
- 2015 :  Guangzhou Evergrande
- 2016 : inconnu
- 2017 :  Inter

## Résultats détaillés

### Trophée Semana del Sol 1968
Le Trophée Semana del Sol 1968, 7e édition du tournoi, est remporté par l'équipe espagnole de l'Atlético Marbella.
| Rang | Équipe            | Pts | J | G | N | P | Bp | Bc | Diff |
| ---- | ----------------- | --- | - | - | - | - | -- | -- | ---- |
| 1    | Atlético Marbella | 4   | 2 | 2 | 0 | 0 | 8  | 0  | +8   |
| 2    | Unión Estepona    | 2   | 2 | 1 | 0 | 1 | 5  | 3  | +2   |
| 3    | UD Tánger         | 0   | 2 | 0 | 0 | 2 | 0  | 10 | -10  |

| 30 août 1968 | Atlético Marbella | 5-0 | UD Tánger | Estadio Municipal de Utrera Molina, Marbella |  |
|              |                   |     |           |                                              |  |

| 31 août 1968 | Unión Estepona | 5-0 | UD Tánger | Estadio Municipal de Utrera Molina, Marbella |  |
|              |                |     |           |                                              |  |

| 1er septembre 1968 | Atlético Marbella                    | 3-0 | Unión Estepona | Estadio Municipal de Utrera Molina, Marbella |
|                    | Valerga 23e · Arias 36e · Azquez 71e |     |                |                                              |

### Trophée Semana del Sol 1975
Le Trophée Semana del Sol 1975, 14e édition du tournoi, est remporté par l'équipe espagnole du Málaga CF.
| Rang | Équipe            | Pts | J | G | N | P | Bp | Bc | Diff |
| ---- | ----------------- | --- | - | - | - | - | -- | -- | ---- |
| 1    | Málaga CF         | 4   | 2 | 2 | 0 | 0 | 3  | 1  | +2   |
| 2    | Atlético Marbella | 2   | 2 | 1 | 0 | 1 | 3  | 3  | 0    |
| 3    | Córdoba CF        | 0   | 2 | 0 | 0 | 2 | 1  | 3  | -2   |

| 22 août 1975 | Atlético Marbella | 1-2 | Málaga CF                 | Estadio Municipal de Utrera Molina, Marbella |  |
|              | Orellana 39e      |     | 31e Monreal · 58e Requejo |                                              |  |

| 23 août 1975 | Atlético Marbella             | 2-1 | Córdoba CF | Estadio Municipal de Utrera Molina, Marbella |  |
|              | Ballesteros 21e · Camargo 83e |     | 66e Onega  |                                              |  |

| 24 août 1975 | Málaga CF   | 1-0 | Córdoba CF | Estadio Municipal de Utrera Molina, Marbella |
|              | Esteban 63e |     |            |                                              |

### Trophée Semana del Sol 1977
Le Trophée Semana del Sol 1977, 16e édition du tournoi, est remporté par l'équipe marocaine du FAR de Rabat.
| Rang | Équipe            | Pts | J | G | N | P | Bp | Bc | Diff |
| ---- | ----------------- | --- | - | - | - | - | -- | -- | ---- |
| 1    | FAR de Rabat      | 2   | 2 | 1 | 0 | 1 | 3  | 2  | +1   |
| 2    | Atlético Marbella | 2   | 2 | 1 | 0 | 1 | 2  | 2  | 0    |
| 3    | RC Portuense      | 2   | 2 | 1 | 0 | 1 | 1  | 2  | -1   |

| 26 août 1977 | Atlético Marbella | 0-1 | RC Portuense | Estadio Municipal de Utrera Molina, Marbella |
|              |                   |     | 14e Adame    |                                              |

| 27 août 1977 | RC Portuense | 0-2 | FAR de Rabat               | Estadio Municipal de Utrera Molina, Marbella |
|              |              |     | 66e Mustapha · 82e Tihouri |                                              |

| 28 août 1977 | Atlético Marbella     | 2-1 | FAR de Rabat | Estadio Municipal de Utrera Molina, Marbella |  |
|              | Creo 14e · Germán 85e |     | 36e Mustapha |                                              |  |

### Trophée Ciudad de Marbella 1980
Le Trophée Ciudad de Marbella 1980, 18e édition du tournoi, est remporté par l'équipe espagnole du Séville FC. Le Real Madrid B est finaliste, Everton FC troisième et le CF Belenenses quatrième.
Demi-finales
| 8 août 1980 | Real Madrid B   | 2-1 | Everton FC | Estadio Municipal de Utrera Molina, Marbella |  |
|             | Álvarez 24e 40e |     | 18e Sharp  |                                              |  |

| 9 août 1980 | Séville FC                    | 2-1 | CF Belenenses | Estadio Municipal de Utrera Molina, Marbella |  |
|             | Juan Carlos 8e · Antoñito 93e |     | 10e González  |                                              |  |

Match pour la 3e place
| 10 août 1980 | Everton FC                                          | 4-1 | CF Belenenses | Estadio Municipal de Utrera Molina, Marbella |  |
|              | Messon 47e · Telfer 54e · O'Keefe 70e · McBride 82e |     | 87e Cepeda    |                                              |  |

Finale
| 10 août 1980 | Séville FC                                    | 4-0 | Real Madrid B | Estadio Municipal de Utrera Molina, Marbella |
|              | Montero 6e 60e (pen) · López 78e · Morete 28e |     |               |                                              |